# Karłowiec
Karłowiec (niem. Karlsberg) – wieś w Polsce położona w województwie dolnośląskim, w powiecie lwóweckim, w gminie Mirsk.

## Położenie
Karłowiec to mała wieś o długości około 0,9 km położona na Pogórzu Izerskim, w północnej części Kotliny Mirskiej, wzdłuż lewego brzegu Kwisy, na wysokości około 325–330 m n.p.m.

## Podział administracyjny
W latach 1975–1998 miejscowość administracyjnie należała do województwa jeleniogórskiego.

## Historia
Wieś powstała w XVII wieku za sprawą uchodźców religijnych z Czech i Śląska. W 1945 wieś została włączona do Polski i uzyskała obecną nazwę. Jej dotychczasowi mieszkańcy zostali wysiedleni do Niemiec. 

## Zabytki
Do wojewódzkiego rejestru zabytków wpisany jest:
- piętrowy dwór, obecnie dom nr 1, wybudowany na  początku XIX w., przebudowany 1870 r., zwieńczony  dachem mansardowym krytym łupkiem z lukarnami. Od frontu centralnie trzyosiowy, dwupiętrowy pseudoryzalit z głównym wejściem pod skromnym balonem. Ryzalit zamknięty trójkątnym frontonem zawierającym herb rodziny von Zastrow.

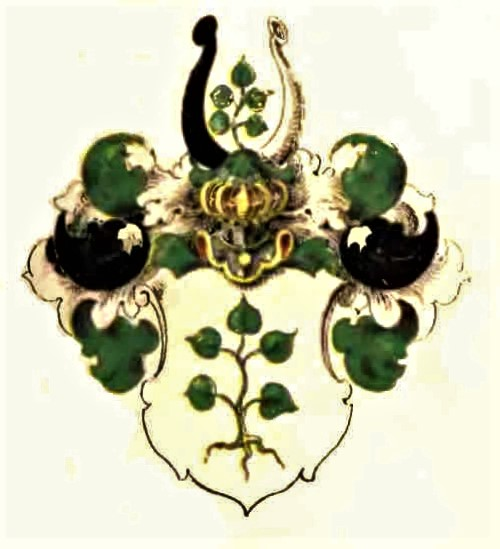
Herb von Zastrow
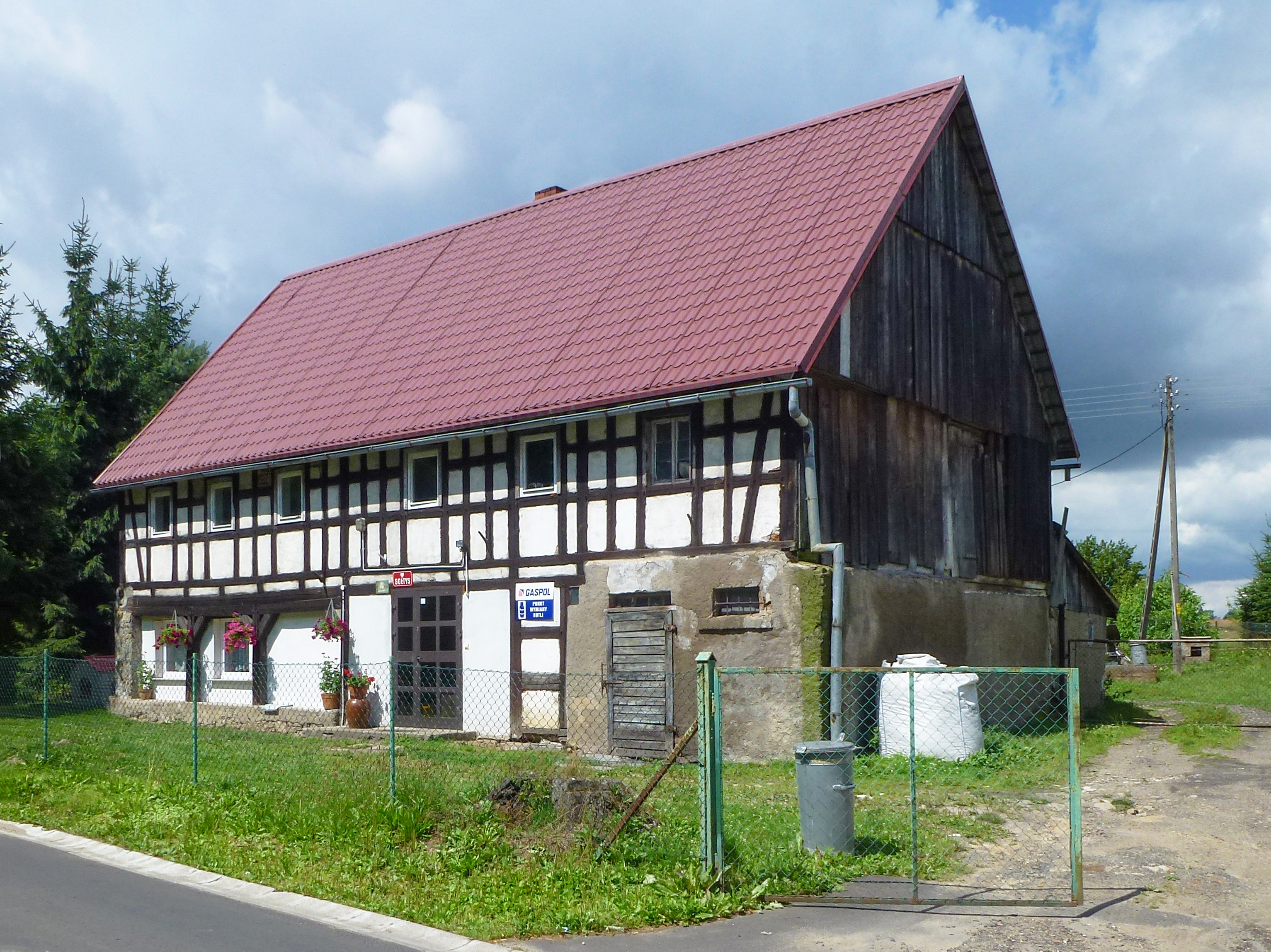
Dom nr 8 w Karłowcu